# 海上颱風警報
海上颱風警報是中華民國交通部中央氣象署依據《氣象預報警報統一發布辦法》，針對中心最大風速每秒17.2公尺以上的熱帶氣旋，對各該海域所發布的一種警報。

## 發布警報原因及標誌
根據《氣象預報警報統一發布辦法》第11條，發布海上颱風警報有以下幾種情況：
- 應發布：
  - 預測颱風之7級風暴風範圍可能侵襲臺灣或金門、馬祖100公里以內海域時之前24小時。
- 得發布：
  - 颱風發生於臺灣及金門、馬祖近海；
  - 颱風之暴風範圍、移動速度、方向發生特殊變化時。

海上颱風警報發布後每隔3小時發布一次，必要時得加發之。
海上颱風警報的標誌是：日間掛黃色旗2面，夜間亮綠色燈2盞。

## 解除警報原因
根據同辦法第11條，解除海上颱風警報有以下幾種情況：
- 應解除[1]：
  - 7級風暴風範圍離開臺灣及金門、馬祖近海時。
- 得解除：
  - 颱風轉向或消滅時。

## 外部連結
- 海上颱風警報  交通部中央氣象署 （页面存档备份，存于）
- 颱風警報  交通部中央氣象署 Archive.today的存檔，存档日期2019-08-24